# Friedrich Wilhelm Weber
Friedrich Wilhelm Weber (Alhausen, 25 dicembre 1813 – Nieheim, 5 aprile 1894) è stato un poeta e politico tedesco.
Dopo studi classici, si iscrisse all'università di Greifswald e si laureò in medicina, divenendo così medico a Driburg.
Nel 1863 gli fu assegnato il titolo onorifico di Sanitäsrat e nel 1891 gli venne assegnato quello ancor più prestigioso di Gehemein Sanitäsrat per la sua lunga carriera medica.
Nel 1861 fu eletto al parlamento prussiano, ove conobbe il politico Gustav Freytag, che entrò nella cerchia delle sue amicizie.
Negli ultimi anni della sua vita Weber si dedicò alla letteratura: nel 1892 diede alle stampe il dramma Golia e tradusse opere di Alfred Tennyson e Esaias Tegnér.